# Église Notre-Dame-de-Coromoto d'Antriol
L'église Notre-Dame-de-Coromoto (en papiamento : Parokia La Birgen di Coromoto)  est une église catholique, située à Antriol, à Bonaire, dans les Petites Antilles.

## Historique
L'église Notre-Dame-de-Coromoto suit le rite latin et dépend du diocèse de Willemstad, localisé à Curaçao. C'est l'une des deux églises dédiées à la dévotion mariale de Notre-Dame de Coromoto (sainte patronne du Venezuela), l'autre étant l'église Notre-Dame-de-Coromoto à Charro (Curaçao).